# Eimear Quinn
Eimear Quinn, född 1973 i Dublin, är en irländsk sångerska. Hon vann Eurovision Song Contest 1996 för Irland med låten The voice, som hade skrivits och komponerats av Brendan Graham.

## Album
- 2001 - Through the Lens of a Tear
- 2004 - Voice of an Angel
- 2006 - Gatherings
- 2007 - Oh Holy Night